# (6357) Glushko
(6357) Glushko es un asteroide perteneciente al cinturón de asteroides, descubierto el 24 de septiembre de 1976 por Nikolái Stepánovich Chernyj desde el Observatorio Astrofísico de Crimea (República de Crimea).

## Designación y nombre
Designado provisionalmente como 1976 SK3. Fue nombrado Glushko en honor al ingeniero ruso Valentin Petrovich Glushko pionero en la construcción del cohete soviético-motor de combustible líquido. Los motores de muchos cohetes espaciales soviéticos fueron diseñados bajo su dirección.

## Características orbitales
Glushko está situado a una distancia media del Sol de 2,999 ua, pudiendo alejarse hasta 3,227 ua y acercarse hasta 2,771 ua. Su excentricidad es 0,075 y la inclinación orbital 10,38 grados. Emplea 1897 días en completar una órbita alrededor del Sol.

## Características físicas
La magnitud absoluta de Glushko es 12,4. Tiene 10,981 km de diámetro y su albedo se estima en 0,193.